# Адрастея (митология)
Вижте пояснителната страница за други значения на Адрастея.
Адрастея (на гръцки: Ἀδράστεια – неизбежна), Адрастия или Адрестея в древногръцката митология е божество с фригийски произход, богиня на съдбата и възмездието. 
Отначало се е отъждествявала с Кибела, Рея и нимфата Ида, възпитала Зевс, а впоследствие и с Немезида. Платон признава „закона на Адрастея“, разбирайки я като епитет на Немезида и оприличавайки я с Дике. Богинята установява кръговрата на душата и в тази връзка, образът ѝ се свързва не само с Немезида и Дике, а и д Ананке.